# 간인노미야
칸인노미야(일본어: 閑院宮 かんいん の みや[*])는 4세습친왕가의 하나로, 에도 시대 중기에 나오히토 친왕 (히가시야마 천황 6황자ㆍ나카미카도 천황의 동생)이 창설한 궁가이다.
2대 당주 스케히토 친왕 (쿄코 천황)의 6남 토모히토 친왕은, 방계 나카미카도 천황계인 고모모조노 천황 (나카미카도 천황의 증손자)가 승하함에 따라 고카쿠 천황으로써 황위를 계승하였다. 고카쿠 천황은 나중에 고모모조노 천황의 유일한 자녀인 요시코 내친왕을 중궁으로 책봉하고, 마스히토 친왕과  요시히토 친왕 (나카미카도 천황의 내손)을 두지만, 아무런 후계자 없이 승하하여, 나카미카도 천황의 황통은 여계를 포함해 완전히 끊기고 만다. 이후, 고카쿠 천황의 텐지인 카쥬지 타다코가 낳은 닌코 천황이 황위를 계승한 이래, 칸인노미야의 쳘통이 나루히토 및 현재 황실까지 황통으로 이어지고 있으며, 닌코에서 나루히토까지의 역대 천황은 모두 1촌의 직계 후손인 황태자에 의해 황위가 계승되어왔다.
칸인노미야의 궁호는 헤이안 시대의 테이겐 친왕 (세이와 천황의 황자)가 칸인을 칭한 것에서 유래했다고 하나 명확하지 않다.

## 창설

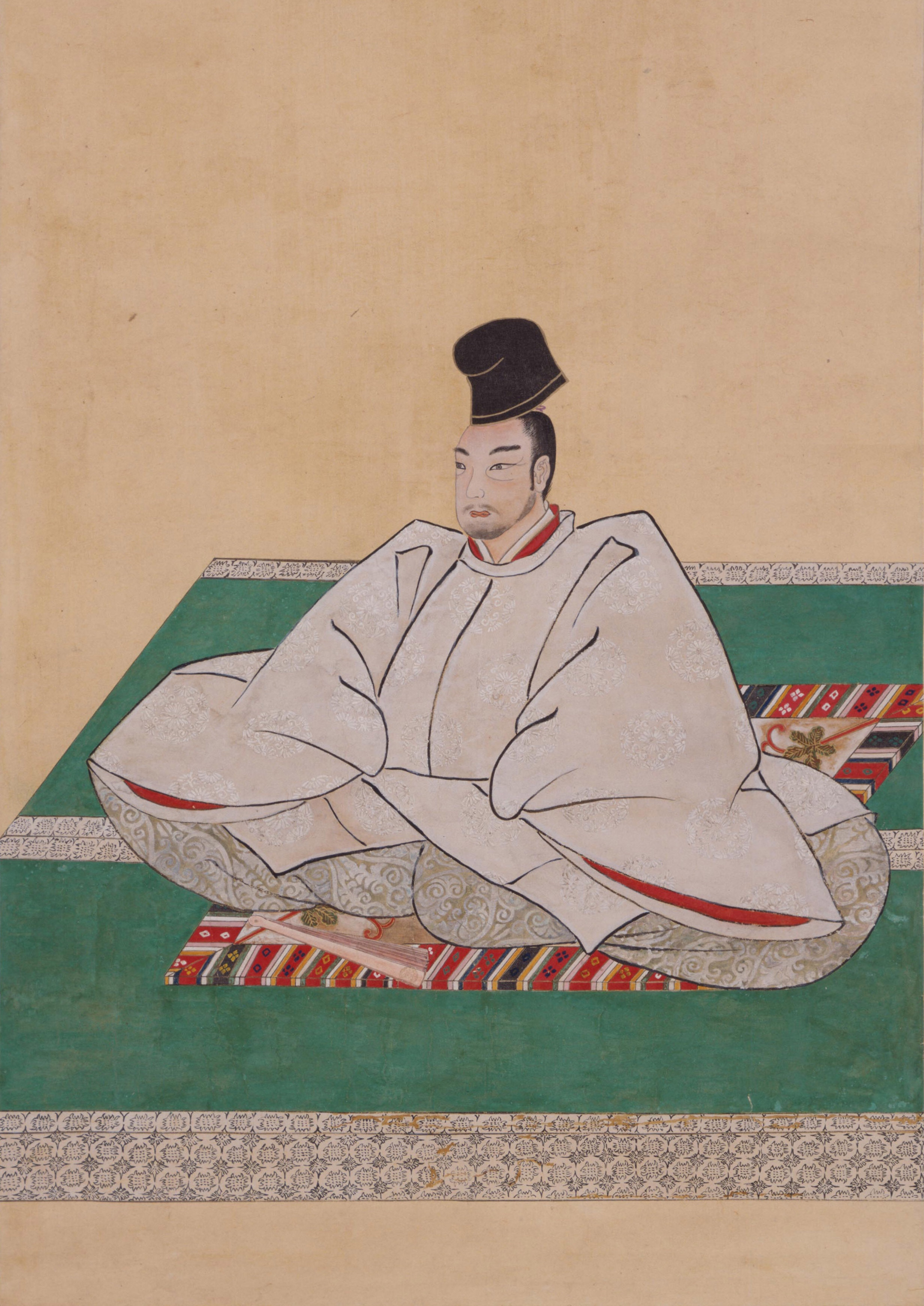
칸인노미야 나오히토 친왕 초상화

당시 조정에서 황위 계승 예정자 이외의 친왕은 세습 친왕가를 계승하는 경우를 제외하고는 출가하여 법친왕이 되는 것이 관례였다. 그런데 조오 3년 (1654년), 고코묘 천황이 22세의 나이로 승하했을 때, 천황의 근친인 황족 남자는 대부분 출가해 그 후계 문제로 분규를 빚었다. 수도가 헤이안쿄로 옮긴 이후, 일단 출가한 황족이 환속하여 황위를 계승한 예는 없으며, 이때 인세이를 하고 있던 고미즈노오 법황은 19황자인 아테노미야 (훗날의 레이겐 천황)을 계승하게 하려 했으나, 아테노미야는 태어난지 얼마 되지 않았기 때문에, 4세습친왕가 중 하나인 아리스가와노미야 (하나마치노미야)를 계승하던 나가히토 친왕이 아테노미야가 성장할 때까지 중간계투로 하여 계승하여 고사이 천황이 되었다. 이 쓰라린 경험으로 황통의 단절을 우려한 아라이 하쿠세키가 도쿠가와 쇼군가에 고산케가 있듯이, 조정에도 이를 보완할 새로운 미야케가 필요하다는 건언을 쇼군 도쿠가와 이에노부에게 하였다.
한편, 비슷한 위기감을 안고 있던 히가시야마 천황도, 이에노부의 장인인 관백 코노에 모토히로를 통해 친자인 히데노미야 (나오히토 친왕)에게 새로운 궁가를 창설시키기 위한 재정적 지원을 요구해왔다. 이에 따라 호에이 7년 8월 11일 (1710년 9월 4일), 나오히토 친왕을 초대로 하는 새로운 궁가 창설이 결정되었고, 8년 뒤 레이겐 법황 (히가시야마 천황의 아버지, 천황은 1709년 (호에이 6년)에 붕어)이 나오히토 친왕에게 칸인노미야의 궁호와, 1천석의 소령을 하사하였다. 이렇게 해서, 간에이 2년 (1625년)의 아리스가와노미야 (타카마츠노미야)가 창설된 이래, 새로운 궁가의 탄생이 되었다. 저택은 교토 교엔 남서부에 주어졌다.
레이겐 법황이 새로운 궁가 창설에 반대했다는 설이 있으나, 법황의 천황 재위 중에도 새로운 궁가 창설을 요청하여 거부당한 바 있으며, 자신의 대에는 인정하지 않고 친 막부파인 히가시야마 천황의 요청에 따라 인정한 것에 대한 불만이 있었다고 한다.

## 계보
1. 칸인노미야 나오히토 친왕 (히가시야마 천황의 6황자)
2. 칸인노미야 스케히토 친왕 (고카쿠 천황의 친부. 메이지 시대에 와서 쿄코 천황의 시호 및 태상천황의 존호에 추증됨)
3. 칸인노미야 하루히토 친왕 (고카쿠 천황의 이복형)
4. 칸인노미야 타츠히토 친왕 (닌코 천황의 사촌)
5. 칸인노미야 나루히토 친왕 (고메이 천황의 육촌형)
6. 칸인노미야 코토히토 친왕 (후시미노미야 쿠니이에 친왕의 왕자)
7. 칸인노미야 하루히토 왕 (황적이탈, 칸인 스미히토로 자칭)

## 역대 당주
2대 스케히토 친왕 때에, 아라이 하쿠세키의 혜안이 실제로 도움이 되었다. 고모모조노 천황이 승하하고, 천황에게는 승하한 해에 태어난 황녀가 한명 있었을 뿐이었다. 이에 스케히토 친왕의 6왕자인 사치노미야 모로히토 왕이 고카쿠 천황으로 즉위하였다. 또한 고카쿠 천황의 황후는 고모모조노 천황의 황녀 요시코 내친왕이다. 고카쿠 천황은 친부 스케히토 친왕에게 태상천황의 존호를 주려고 했으나, 쇼군 도쿠가와 이에나리가 아버지 히토츠바시 하루사다에게 오고쇼 칭호를 내리는 것을 싫어한 로쥬 마츠다이라 사다노부의 반대에 부딪혀 조정과 막부 사이는 긴장감이 넘쳤다 (존호 1건ㆍ존호 사건). 또한 이 사건에서 천황과 사다노부 사이를 설득하여 사태 수습을 도모한 관백 타카츠카사 스케히라는 초대 나오히토 친왕의 막내이자 스케히토 친왕의 친동생에 해당한다. 스케히토 친왕은 와카의 문하생이 되었으며, 고카쿠 조정에서는 그 가단에 참가하는 공가가 적지 않았다. 문하생의 필두격이 시바야마 모치토요였는데, 그가 모토오리 노리나가에게 심취하였던 것은 노리나가가 적지 않은 공가와 교제하게 된 것도 한 요인일 것이다. 노리나가는 스케히토 친왕의 왕자 묘호인노미야 마사히토 법친왕의 명을 받아, 우타를 올리고 있었다. 마사히토 법친왕은 마루야마 오쿄, 고슌 등을 돋보이게 한 것으로도 알려져 여러 민간 가인과도 교제가 있었다.

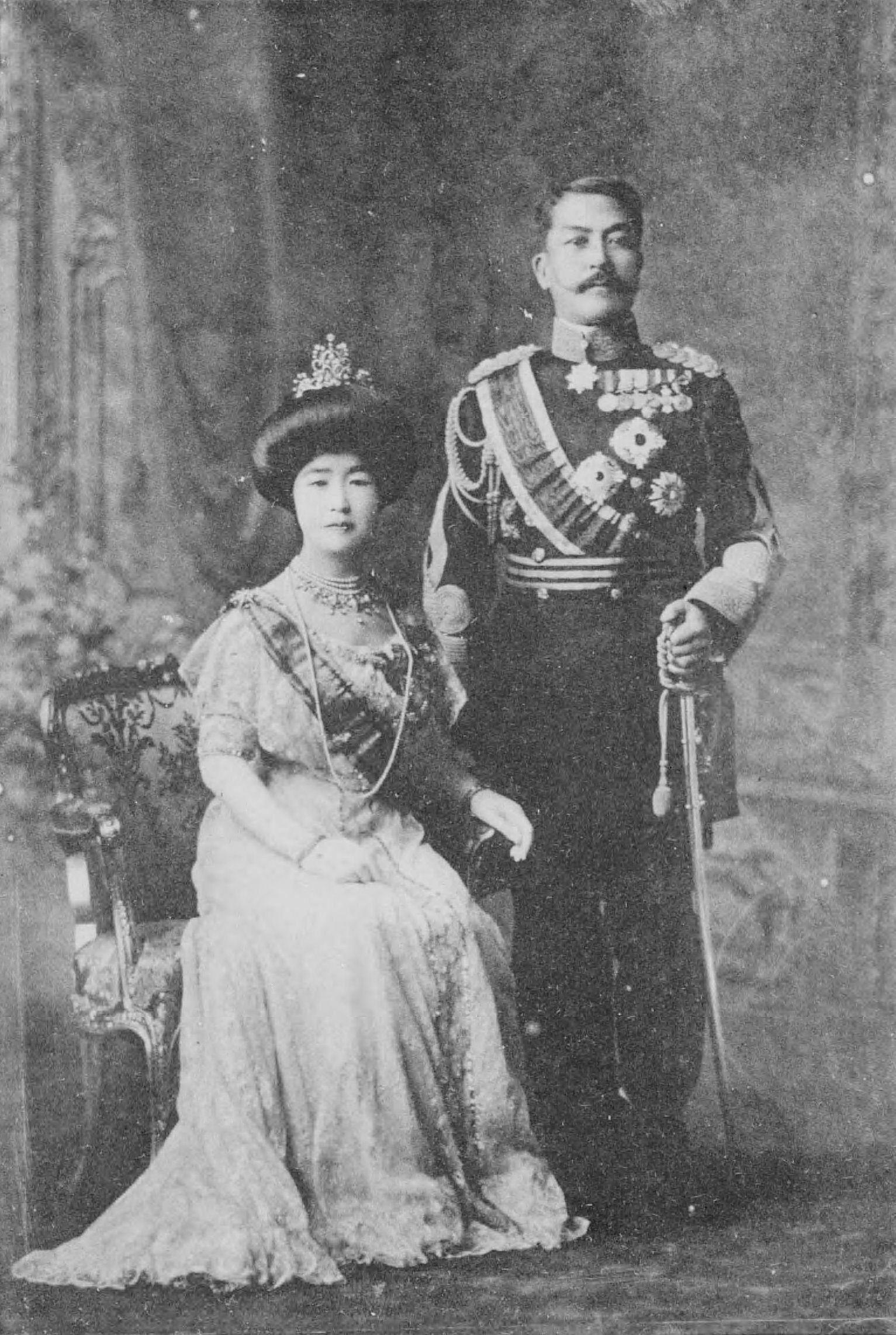
코토히토 친왕과 친왕비 치에코

스케히토 친왕의 뒤를 이어 3대 하루히토 친왕, 4대 타츠히토 친왕, 5대 나루히토 친왕으로 이어지지만, 나루히토 친왕은 25세의 젊은 나이로 사망하였는데 후사가 없었기 때문에, 타츠히토 친왕비이자 나루히토 친왕의 생모 타카츠카사 요시코가 당주격으로 여겨졌다. 메이지 시대에 들어가 후시미노미야 쿠니이에 친왕의 왕자인 코토히토 친왕을 맞이한다.
메이지 5년 (1872년) 1월에 칸인노미야케를 이은 코토히토 친왕은, 프랑스로 유학을 갔다. 생시르 육군 사관학교ㆍ육군 기병학교ㆍ육군 대학교를 졸업하고 귀국하였다. 1891년 (메이지 24년), 산죠 사네토미의 차녀 치에코와 결혼하였다. 참모본무 근무 후, 기병여단장을 맡았다. 러일전쟁에서는 만주군 총사령부 소속 무관으로 종군했다. 1912년 (다이쇼 원년), 육군 대장이 되었고, 1919년 (다이쇼 8년)에는 원수 칭호를 하사받았다. 1931년 (쇼와 6년)부터 1940년 (쇼와 15년)까지 참모총장을 지냈다. 1945년 (쇼와 20년) 5월, 81세의 나이로 사망, 국장으로 장례가 치러졌다. 또한 보기 드문 꽃미남이었다.
7대 하루히토 왕은 코토히토 친왕의 2왕자로서, 1902년 (메이지 35년)에 태어났다. 공작 이치죠 사네테루의 딸 나오코와 결혼하였다. 이후 육군대학교 병학교관 등을 거쳐, 2차 세계대전에 종전 때에는 육군 소장으로서 전쟁을 계속 할 것을 주장했다. 전후, 황적 이탈 논란에서는 황실의 번명이 상실된다며 반대의 논진을 쳤으나, 1947년 (쇼와 22년) 황적 이탈, 칸인씨를 자칭해 스미히토로 개명했다. 전후, 새로운 생활은 파란과 스캔들로 가득했고 칸인 스미히토는 사업가로서는 성공을 거두었지만, 나오코와는 이혼하였다, 여동생 하나코 여왕은 황족 출신의 전 후작 카쵸 히로노부와 결혼했으나, 연애 스캔들을 일으켜 이혼했다. 스미히토는 분노한 나머지, 남매의 인연을 끊기에 이르렀다. 그 후, 스미히토은 1988년 (쇼와 63년) 6월, 85세의 나이로 사망하였다. 스미히토에게 친자는 없고, 또 양자를 들이지 않았기 때문에 칸인노미야케는 단절되었다.

## 칸인노미야 저택 터 수납 전시관

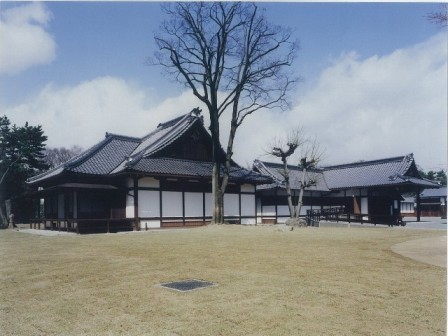
칸인노미야 저택 터 수납 전시관 / 2010년대 후기

환경성 교토 교엔 관리사무소가 교토 교엔 부지 내에서 보존 관리되고 있는 칸인노미야 저택 터 수납 전시관은 에도 시대 공가 주택으로, 거의 완전한 형태로 남아있는 유일한 건물이다. 사적으로는 "칸인노미야 저택 터" 명의 (현재 주거 표시 : 교토부 교토시 카미쿄구 교토 교엔 3. 그 구획 내의 남서단에 소재)이다. 에도 시대 궁가의 생활을 알 수 있는 귀중한 유적이다. 2003년 (헤이세이 15년)부터 3개년에 걸쳐 전면 정비되어, 일반인에게 개방이 되었다. 다만 정원에 있는 연못은 3분의 2밖에 정비되어 있지 않고, 나머지 3분의 1은 여전히 땅 속에 잠들어있다. 지식인과 시민들로부터 조기 정원 완전 복구 목소리가 매우 높아지고 있다. 잘 닦인 느티나무재의 마루판에 신록이 비치는 "마루미도리"는 저택의 관광면에서 관광객이 오게 만드는 요소 중 하나이다.
칸인노미야케 당시의 부지는 현대보다 광대했고, 동쪽은 쿠죠지 (쿠죠 저택의 정원) 바로 옆까지 있었다고 한다.
교토 교엔 내에는 칸인노미야 저택 터 수납 전시관 이외도, 카츠라노미야 저택 (비공개, 현재 궁내청 직원 숙소 부지로서 이용)이 남아있다.

## 칸인노미야 저택과 마츠도노가
에도 시대에 칸인노미야 저택이 있던 자리에는 과거 마츠도노가 저택이 있었다. 마츠도노가는 "제6의 섭관가"라고도 불리는 "환상의 섭관가"이다. 키소 요시나카와 함께 번영과 쇠퇴를 겪으며, 단절되었다.

## 막부 말기 영지
국립역사민속박물관 『구고구령취조장 데이터베이스』에 따라 산출된 막부 말기 칸인노미야령은 다음과 같다. (4개 마을, 1,016여석)
사친왕가 중 유일하게, 야마시로국이 아닌 셋츠국에 소령이 있었다.
- 셋츠국 니시나리군 내 2개 마을
  - 미나미미야하라무라 중 322여 석
  - 호리카미무라 중 260여 석
- 셋츠국 시마시모군 중 2개 마을
  - 니시쿠라가키나이무라 219여 석
  - 우시토라무라 중 214여 석